# Physetobasis kachinica
Physetobasis kachinica là một loài bướm đêm trong họ Geometridae.